# Chasmia conradi
Chasmia conradi är en tvåvingeart som beskrevs av Trojan 1991. Chasmia conradi ingår i släktet Chasmia och familjen bromsar.
Artens utbredningsområde är Nya Kaledonien. Inga underarter finns listade i Catalogue of Life.